# LIG1
DNK ligaza 1 je enzim koji je kod ljudi kodiran  genom. On učestvuje u replikaciji DNK i procesu popravke. Mutacije LIG1 koje proizvode deficijenciju DNK ligaze I rezultuju u imunodeficijenciji i povećanoj senzitivnosti na agense koji oštećuju DNK.

## Literatura
- Leonhardt H, Cardoso MC (1996). „Targeting and association of proteins with functional domains in the nucleus: the insoluble solution.”. Int. Rev. Cytol. 162B: 303—35. PMID 8557490. doi:10.1016/S0074-7696(08)62620-0.
- Tomkinson AE, Mackey ZB (1998). „Structure and function of mammalian DNA ligases.”. Mutat. Res. 407 (1): 1—9. PMID 9539976.
- Perrigot M, Pierrot-Deseilligny E, Bussel B, Held JP (1976). „[Paralysis following Dimer X radiculography]”. La Nouvelle presse médicale. 5 (17): 1120—2. PMID 934827.
- Webster AD; Barnes DE; Arlett CF;  . (1992). „Growth retardation and immunodeficiency in a patient with mutations in the DNA ligase I gene.”. Lancet. 339 (8808): 1508—9. PMID 1351188. doi:10.1016/0140-6736(92)91266-B.
- Barnes DE; Tomkinson AE; Lehmann AR;  . (1992). „Mutations in the DNA ligase I gene of an individual with immunodeficiencies and cellular hypersensitivity to DNA-damaging agents.”. Cell. 69 (3): 495—503. PMID 1581963. doi:10.1016/0092-8674(92)90450-Q.
- Barnes DE; Kodama K; Tynan K;  . (1992). „Assignment of the gene encoding DNA ligase I to human chromosome 19q13.2-13.3.”. Genomics. 12 (1): 164—6. PMID 1733856. doi:10.1016/0888-7543(92)90422-O.
- Petrini JH, Huwiler KG, Weaver DT (1991). „A wild-type DNA ligase I gene is expressed in Bloom's syndrome cells.”. Proc. Natl. Acad. Sci. U.S.A. 88 (17): 7615—9. PMC 52352 . PMID 1881902. doi:10.1073/pnas.88.17.7615.
- Lasko DD, Tomkinson AE, Lindahl T (1990). „Mammalian DNA ligases. Biosynthesis and intracellular localization of DNA ligase I.”. J. Biol. Chem. 265 (21): 12618—22. PMID 2197279.
- Barnes DE; Johnston LH; Kodama K;  . (1990). „Human DNA ligase I cDNA: cloning and functional expression in Saccharomyces cerevisiae.”. Proc. Natl. Acad. Sci. U.S.A. 87 (17): 6679—83. PMC 54600 . PMID 2204063. doi:10.1073/pnas.87.17.6679.
- Montecucco A; Savini E; Weighardt F;  . (1996). „The N-terminal domain of human DNA ligase I contains the nuclear localization signal and directs the enzyme to sites of DNA replication.”. EMBO J. 14 (21): 5379—86. PMC 394647 . PMID 7489727.
- Maruyama K, Sugano S (1994). „Oligo-capping: a simple method to replace the cap structure of eukaryotic mRNAs with oligoribonucleotides.”. Gene. 138 (1-2): 171—4. PMID 8125298. doi:10.1016/0378-1119(94)90802-8.
- Trask B; Fertitta A; Christensen M;  . (1993). „Fluorescence in situ hybridization mapping of human chromosome 19: cytogenetic band location of 540 cosmids and 70 genes or DNA markers.”. Genomics. 15 (1): 133—45. PMID 8432525. doi:10.1006/geno.1993.1021.
- Petrini JH; Walsh ME; DiMare C;  . (1996). „Isolation and characterization of the human MRE11 homologue.”. Genomics. 29 (1): 80—6. PMID 8530104. doi:10.1006/geno.1995.1217.
- Bentley D; Selfridge J; Millar JK;  . (1996). „DNA ligase I is required for fetal liver erythropoiesis but is not essential for mammalian cell viability.”. Nat. Genet. 13 (4): 489—91. PMID 8696349. doi:10.1038/ng0896-489.
- Suzuki Y; Yoshitomo-Nakagawa K; Maruyama K;  . (1997). „Construction and characterization of a full length-enriched and a 5'-end-enriched cDNA library.”. Gene. 200 (1-2): 149—56. PMID 9373149. doi:10.1016/S0378-1119(97)00411-3.
- Rossi R; Villa A; Negri C;  . (1999). „The replication factory targeting sequence/PCNA-binding site is required in G(1) to control the phosphorylation status of DNA ligase I.”. EMBO J. 18 (20): 5745—54. PMC 1171641 . PMID 10523317. doi:10.1093/emboj/18.20.5745.
- Matsumoto Y; Kim K; Hurwitz J;  . (1999). „Reconstitution of proliferating cell nuclear antigen-dependent repair of apurinic/apyrimidinic sites with purified human proteins.”. J. Biol. Chem. 274 (47): 33703—8. PMID 10559261. doi:10.1074/jbc.274.47.33703.
- Vispé S, Satoh MS (2000). „DNA repair patch-mediated double strand DNA break formation in human cells.”. J. Biol. Chem. 275 (35): 27386—92. PMID 10827190. doi:10.1074/jbc.M003126200.
- Nicholas C. Price; Lewis Stevens (1999). Fundamentals of Enzymology: The Cell and Molecular Biology of Catalytic Proteins (Third изд.). USA: Oxford University Press. ISBN 019850229X.
- Eric J. Toone (2006). Advances in Enzymology and Related Areas of Molecular Biology, Protein Evolution (Volume 75 изд.). Wiley-Interscience. ISBN 0471205036.
- Branden C; Tooze J. Introduction to Protein Structure. New York, NY: Garland Publishing. ISBN 0-8153-2305-0.
- Irwin H. Segel. Enzyme Kinetics: Behavior and Analysis of Rapid Equilibrium and Steady-State Enzyme Systems (Book 44 изд.). Wiley Classics Library. ISBN 0471303097.